# Rumänien i olympiska sommarspelen 2004
Rumänien i olympiska sommarspelen 2004 bestod av 108 idrottare som blivit uttagna av Rumäniens olympiska kommitté.

## Boxning
Fjädervikt
- Dorel Simion
  - Sextondelsfinal — Besegrade Ryan Langham från Australien, 40-15
  - Åttondelsfinal — Besegrade Mikhail Biarnadski från Vitryssland, 38-13
  - Kvartsfinal — Förlorade mot Seok Hwan Jo från Sydkorea, 39-35

Lätt weltervikt
- Ionuț Gheorghe — brons
  - Sextondelsfinal — Besegrade Faisal Karim från Pakistan, 26-11
  - Åttondelsfinal — Besegrade Mustafa Karagollu från Turkiet, 28-19
  - Kvartsfinal — Besegrade Michele di Rocco från Italien, 29-18
  - Semifinal — Förlorade mot Manus Boonjumnong från Thailand, 30-9

Mellanvikt
- Marian Simion
  - Sextondelsfinal — Bye
  - Åttondelsfinal — Förlorade mot Ramadan Yasser från Egypten, 36-29

## Cykling

### Mountainbike
Herrarnas terränglopp
- Ovidiu Tudor Oprea — 37:a, -1 varv

## Friidrott
Damernas 400 meter häck
- Ionela Târlea-Manolache — Omgång 1: 54.41 s, Semifinal: 53.32 s, Final: 53.38 s (silver)

Damernas 800 meter
- Maria Cioncan — Omgång 1: 1:59.64, Semifinal: 1:59.44, Final: 1:59.62 (7:a)

Damernas 1 500 meter
- Maria Cioncan — Omgång 1: 4:06.68, Semifinal: 4:06.69, Final: 3:58.39 (brons)
- Elena Iagăr — Omgång 1: 4:11.48
- Alina Cucerzan — Omgång 1: 4:18.07

Damernas 10 000 meter
- Mihaela Botezan — 31:11.24 (NR) (11:a)

Damernas 4 x 400 meter
- Angela Moroșanu, Alina Răpanu, Maria Rus, och Ionela Târlea-Manolache — Omgång 1: 3:27.36, Final: 3:26.81 (6:a)

Damernas maraton
- Nuța Olaru — 2:34:45 (13:a)
- Constantina Diță-Tomescu — 2:37:31 (20:a)
- Lidia Simon — DNF

Damernas 20 kilometer gång
- Norica Câmpean — 1:34:30 (27:a)
- Ana Maria Groza — 1:34:56 (29:a)
- Daniela Cârlan — 1:37:14 (37:a)

Herrarnas längdhopp
- Bogdan Țăruș — Final, 8.21 meter (8:a)

Damernas längdhopp
- Adina Anton — Omgång 1: 6.47 meter
- Alina Militaru — Omgång 1: Ingen notering

Herrarnas tresteg
- Marian Oprea — Final, 17.55 meter (silver medal)

Damernas tresteg
- Adelina Gavrilă — Omgång 1: 14.56 meter, Final: 13.86 meter (15:a)
- Mariana Solomon — Omgång 1: 14.42 meter

Herrarnas höjdhopp
- Ștefan Vasilache — Omgång 1, 2.25 meter (gick inte vidare)

Damernas höjdhopp
- Oana Pantelimon — Omgång 1: 1.92 meter, Final: 1.93 metres (7:a)
- Monica Iagăr — Omgång 1: 1.95 meter, Final: 1.93 metres (8:a)

Herrarnas kulstötning
- Gheorghe Gușet — Omgång 1, 19.68 meter (gick inte vidare)

Damernas diskuskastning
- Nicoleta Grasu — Omgång 1: 61.91 meter, Final: 64.92 meter (6:a)

Damernas spjutkastning
- Felicia Țilea-Moldovan — Omgång 1: 62.05 meter, Final: 59.72 meter (11:a)

## Fäktning
Värja, herrar
- Alexandru Nyisztor — slogs ut i sextondelsfinalen

Värja, damer
- Ana Maria Brânză — slogs ut i åttondelsfinalen

Florett, damer
- Laura Badea-Cârlescu — slogs ut i kvartsfinalen
- Roxana Scarlat — slogs ut i åttondelsfinalen

Sabel, herrar
- Mihai Covaliu — slogs ut i kvartsfinalen

Sabel, damer
- Catalina Gheorghitoaia — 4:a

## Gymnastik
Herrar, artistiskt: brons
- Marian Drăgulescu — gick vidare till finalen i tre gren
  - Fristående — silver
  - Hopp — brons
  - Mångkamp — 8:a
- Marius Urzică — gick vidare till finalen i en gren
  - Bygelhäst — silver
- Ioan Silviu Suciu — gick vidare till finalen i en gren
  - Mångkamp— 4:a
- Ilie Daniel Popescu — gick inte vidare till finalen i någon gren
- Dan Nicolae Potra — gick inte vidare till finalen i någon gren
- Răzvan Dorin Șelariu — gick inte vidare till finalen i någon gren

Damer, artistiskt: guld
- Cătălina Ponor — gick vidare till finalen i två gren
  - Bom — guld
  - Fristående — guld
- Monica Roșu — gick vidare till finalen i en gren
  - Hopp — guld
- Nicoleta Daniela Șofronie — gick vidare till finalen i tre gren
  - Fristående — silver
  - Mångkamp — 5:a
  - Barr — 6:a
- Alexandra Eremia — gick vidare till finalen i en gren
  - Bom — brons
- Oana Ban — drog sig ur finalen
- Silvia Stroescu — gick inte vidare till finalen i någon gren

## Judo
Herrarnas lättvikt (-73 kg)
- Claudiu Baștea — besegrades i åttondelsfinalen

Herrarnas tungvikt (+100 kg)
- Gabriel Munteanu — besegrades i sextondelsfinalen; återkval sextondelsfinal

Damernas extra lättvikt (-48 kg)
- Alina Alexandra Dumitru — besegrades i semifinalen, förlorade i återkvalet

Damernas halv lättvikt (-52 kg)
- Ioana Maria Aluas — besegrades i åttondelsfinalen; återkval kvartsfinaler

## Kanotsport
Herrarnas C-1 500 m
- Florin Georgian Mironcic — semifinal, 17:e plats

Herrarnas C-1 1000 m
- Mitică Pricop — semifinal, 13:e plats

Herrarnas C-2 500 m
- Silviu Simioncencu och Florin Popescu — final, 4:e plats

Herrarnas C-2 1000 m
- Silviu Simioncencu och Florin Popescu — final, 4:e plats

Herrarnas K-2 500 m
- Marian Baban och Ștefan Vasile — semifinal, 17:e plats

Damernas K-2 500 m
- Florica Vulpeș och Lidia Talpă — semifinal, 11:e plats

Herrarnas K-4 1000 m
- Marian Baban, Alexandru Ceaușu, Vasile Curuzan och Ștefan Vasile — final, 7:e plats

## Ridsport

### Fälttävlan
| Ryttare      | Häst     | Gren                   | Dressyr | Dressyr   | Terräng    | Terräng    | Terräng    | Hoppning         | Hoppning         | Hoppning         | Hoppning         | Hoppning         | Hoppning         | Totalt           | Totalt           |
| Ryttare      | Häst     | Gren                   | Dressyr | Dressyr   | Terräng    | Terräng    | Terräng    | Kval             | Kval             | Kval             | Final            | Final            | Final            | Totalt           | Totalt           |
| Ryttare      | Häst     | Gren                   | Straff  | Placering | Straff     | Totalt     | Placering  | Straff           | Totalt           | Placering        | Straff           | Totalt           | Placering        | Straff           | Placering        |
| ------------ | -------- | ---------------------- | ------- | --------- | ---------- | ---------- | ---------- | ---------------- | ---------------- | ---------------- | ---------------- | ---------------- | ---------------- | ---------------- | ---------------- |
| Viorel Bubău | Carnaval | Individuell fälttävlan | 80,00   | 75        | Eliminerad | Eliminerad | Eliminerad | Gick inte vidare | Gick inte vidare | Gick inte vidare | Gick inte vidare | Gick inte vidare | Gick inte vidare | Gick inte vidare | Gick inte vidare |

## Rodd
Herrar
| Idrottare                                                         | Gren              | Heat    | Heat      | Återkval | Återkval  | Semifinal        | Semifinal        | Final            | Final            | Final |
| Idrottare                                                         | Gren              | Tid     | Placering | Tid      | Placering | Tid              | Placering        | Tid              | Placering        |       |
| ----------------------------------------------------------------- | ----------------- | ------- | --------- | -------- | --------- | ---------------- | ---------------- | ---------------- | ---------------- | ----- |
| Florin Corbeanu Ovidiu Cornea Daniel Măstăcan Gheorghiţa Munteanu | Fyra utan styrman | 6:40,16 | 5 R       | 6:00,10  | 4         | Gick inte vidare | Gick inte vidare | Gick inte vidare | Gick inte vidare |       |

Damer
| Idrottare | Gren                    | Heat    | Heat      | Återkval | Återkval  | Semifinal | Semifinal | Final   | Final     | Final |
| Idrottare | Gren                    | Tid     | Placering | Tid      | Placering | Tid       | Placering | Tid     | Placering |       |
| --- | ----------------------- | ------- | --------- | -------- | --------- | --------- | --------- | ------- | --------- | ----- |
| Georgeta Damian Viorica Susanu | Tvåa utan styrman       | 7:29,74 | 1 FA      | BYE      | BYE       | i.u.      | i.u.      | 7:06,56 | 1         |       |
| Camelia Macoviciuc-Mihalcea Simona Mușat | Dubbelsculler           | 7:39,32 | 3 R       | 6:58,00  | 2 FA      | i.u.      | i.u.      | 7:17,58 | 5         |       |
| Angela Alupei Constanța Burcică | Lättvikts-dubbelsculler | 6:50,64 | 1 SA/B    | BYE      | BYE       | 6:51,84   | 1 FA      | 6:56,05 | 1         |       |
| Aurica Bărăscu Georgeta Damian Rodica Florea Liliana Gafencu Elena Georgescu Doina Ignat Elisabeta Lipă Ioana Papuc Viorica Susanu (styrman) | Åtta med styrman        | 6:03,99 | 1 FA      | BYE      | BYE       | i.u.      | i.u.      | 6:17,70 | 1         |       |

## Simhopp
Damer
| Idrottare            | Gren | Kval   | Kval      | Semifinal        | Semifinal        | Final            | Final            |
| Idrottare            | Gren | Poäng  | Placering | Poäng            | Placering        | Poäng            | Placering        |
| -------------------- | ---- | ------ | --------- | ---------------- | ---------------- | ---------------- | ---------------- |
| Ramona Maria Ciobanu | 10 m | 268,23 | 24        | Gick inte vidare | Gick inte vidare | Gick inte vidare | Gick inte vidare |

## Tennis
| Spelare                     | Gren       | Omgång 1                              | Omgång 2                                 | Åttondelsfinaler  | Kvartsfinaler     | Semifinaler       | Final / BM        | Final / BM       |
| Spelare                     | Gren       | Motståndare Poäng                     | Motståndare Poäng                        | Motståndare Poäng | Motståndare Poäng | Motståndare Poäng | Motståndare Poäng | Placering        |
| --------------------------- | ---------- | ------------------------------------- | ---------------------------------------- | ----------------- | ----------------- | ----------------- | ----------------- | ---------------- |
| Victor Hănescu              | Herrsingel | Arthurs (AUS) L 4–6, 6–7(4–7)         | Gick inte vidare                         | Gick inte vidare  | Gick inte vidare  | Gick inte vidare  | Gick inte vidare  | Gick inte vidare |
| Andrei Pavel                | Herrsingel | Karlović (CRO) L 4–6, 7–6(12–10), 2–6 | Gick inte vidare                         | Gick inte vidare  | Gick inte vidare  | Gick inte vidare  | Gick inte vidare  | Gick inte vidare |
| Victor Hănescu Andrei Pavel | Herrdubbel | i.u.                                  | Kiefer / Schüttler (GER) L 5–7, 6–7(3–7) | Gick inte vidare  | Gick inte vidare  | Gick inte vidare  | Gick inte vidare  | Gick inte vidare |